# La Primavera (schilderij)
La Primavera (De Lente) is een schilderij van de Italiaanse kunstschilder Botticelli uit Florence. Het is geschilderd in diens typische, heldere stijl met scherpe contouren en sierlijke vormen. Botticelli schilderde verfijnde, haast precieuze, bevallige en bijna gewichtloze gestalten die uit de klassieke mythologie komen. Het schilderij is een voorbeeld van profane kunst.
Het schilderij hangt in zaal 10 van het museum Uffizi in Florence.  Het is in circa 1482 geschilderd, en is vrijwel zeker besteld als geschenk door Lorenzo de Medici 'Il Magnifico', voor zijn achterneef Lorenzo di Pierfrancesco de' Medici. Het schilderij is halverwege de 19de eeuw voor het eerst voor het grote publiek tentoongesteld.
Het schilderij is 203 × 314 cm groot, een formaat dat voorheen was voorbehouden aan godsdienstige schilderijen. Bij tapisserieën waren dergelijke formaten wel gebruikelijk met  wereldse onderwerpen, maar die waren veel duurder dan schilderijen. La Primavera kan oorspronkelijk heel goed bedoeld zijn als een goedkoop surrogaat. De vlakke compositie heeft iets tapijtachtigs, evenals de met bloemen bestrooide grond. Het schilderij heeft een mythologisch onderwerp met Venus in het midden en de geblinddoekte Cupido die boven haar hoofd zweeft. De andere figuren zijn, van links naar rechts, Mercurius, de drie gratiën, Flora, de godin van de bloemen en van de lente, de aardnimf Kloris en Zephyros, de westenwind. Het is geen voorstelling van een specifiek tafereel uit de klassieke mythologie en men heeft dan ook een ontstellend groot aantal interpretaties aangedragen. De meest aannemelijke interpretatie is humanistisch, wat het Florentijnse denken van die tijd typeert. Venus vertegenwoordigt de menslievendheid waarin zij onderscheid maakt tussen het materiele en het spirituele. Zeer opmerkelijk aan het schilderij zijn de bloemen: er zijn meer dan vijfhonderd verschillende soorten afgebeeld, vaak tot in het kleinste detail. Deze bloemen bloeien overigens niet allemaal in de lente; wat dat betreft heeft Botticelli enige artistieke vrijheid genomen.
De schilder en theoreticus Giorgio Vasari omschrijft la Primavera eenvoudig als “Venus die door De drie gratiën met bloemen wordt getooid; aanduiding van de lente”. Hierop doorgaand vertonen wetenschappers de neiging om verschillende wegen in te slaan - een aanwijzing dat de renaissancistische bedenkers van allegorieën tot op zekere hoogte geslaagd zijn in de kunst van het verhullen van betekenissen.

## Details

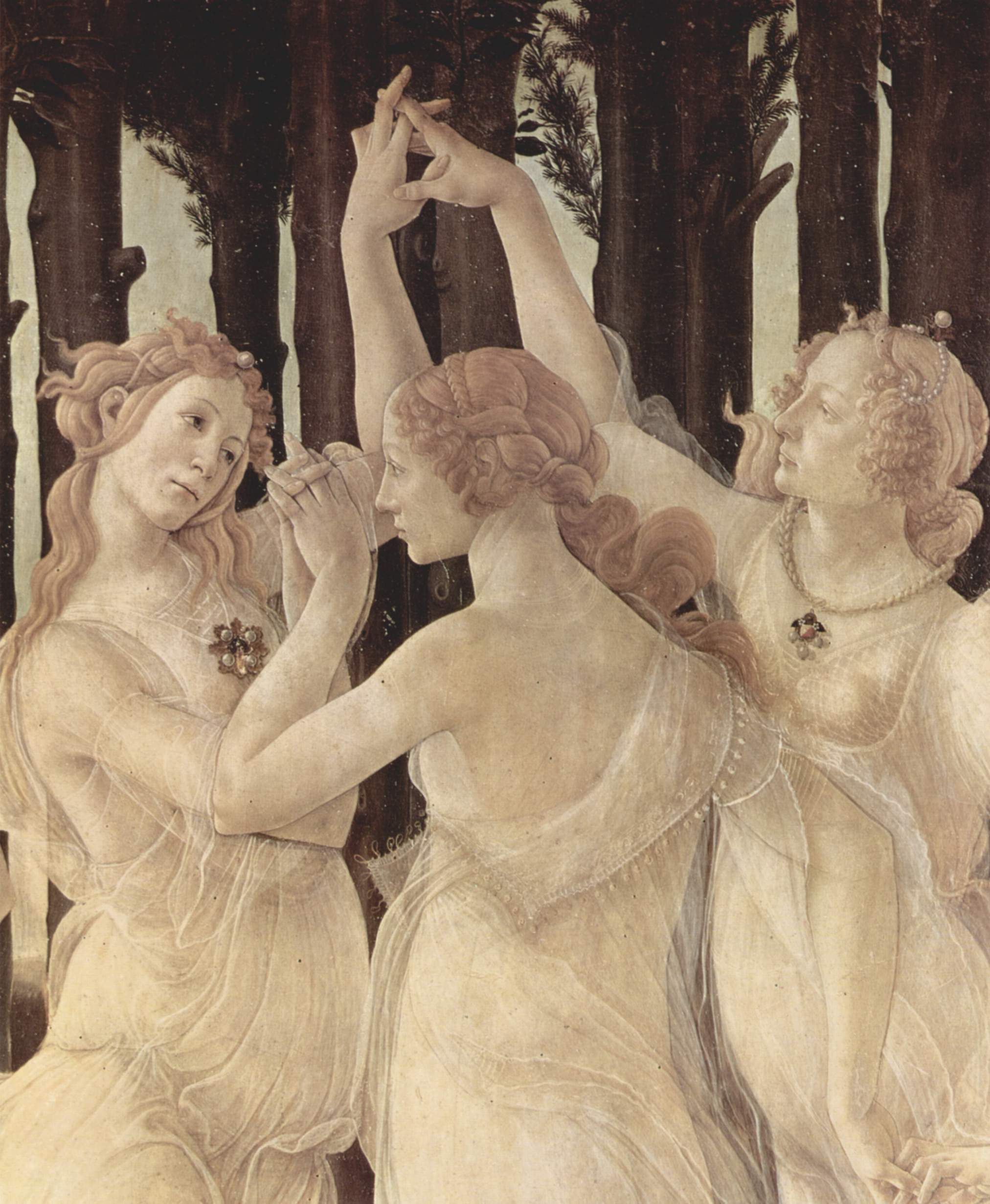
De drie gratiën
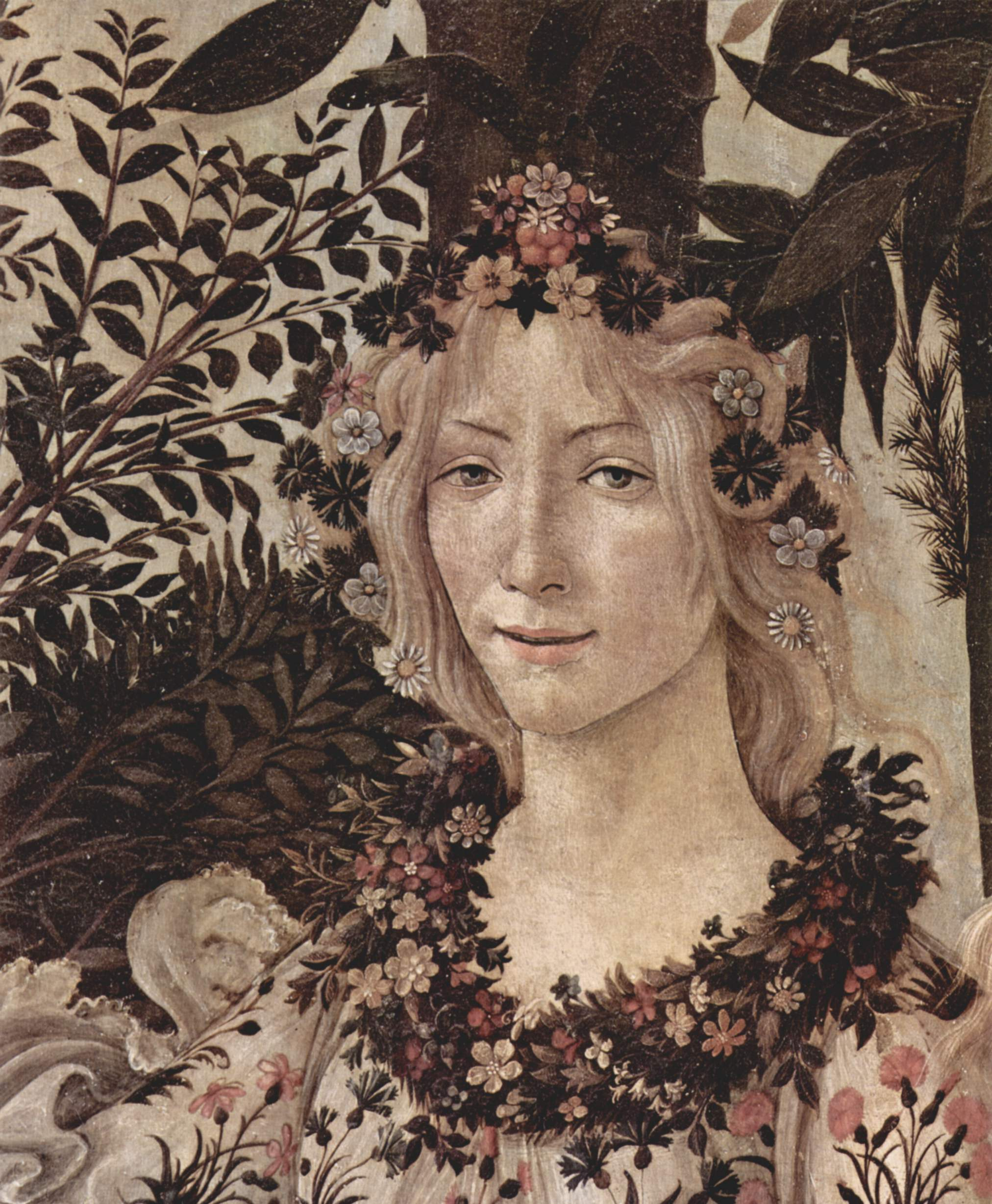
Flora

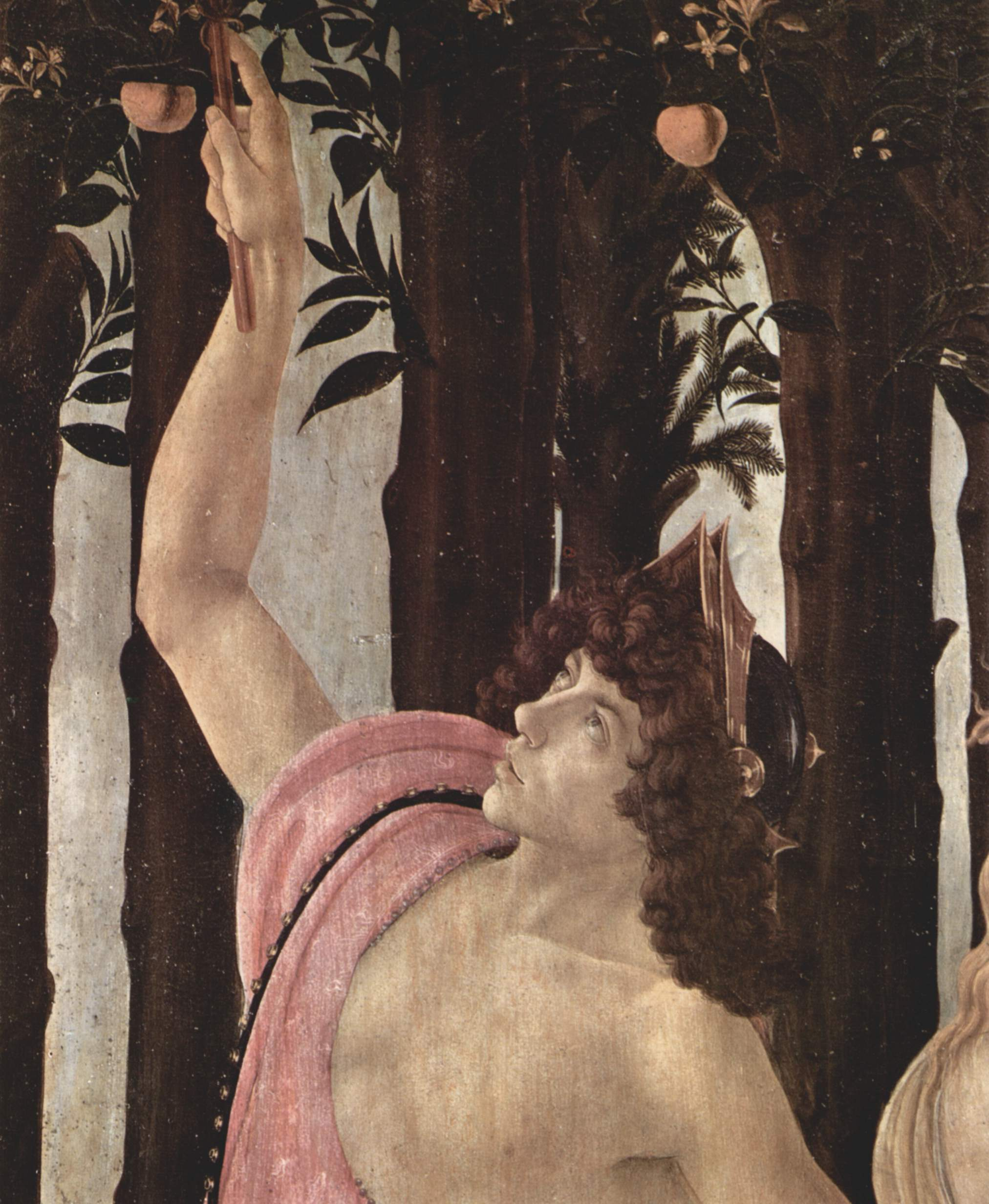
Lorenzo de Medici, afgebeeld als Mercurius
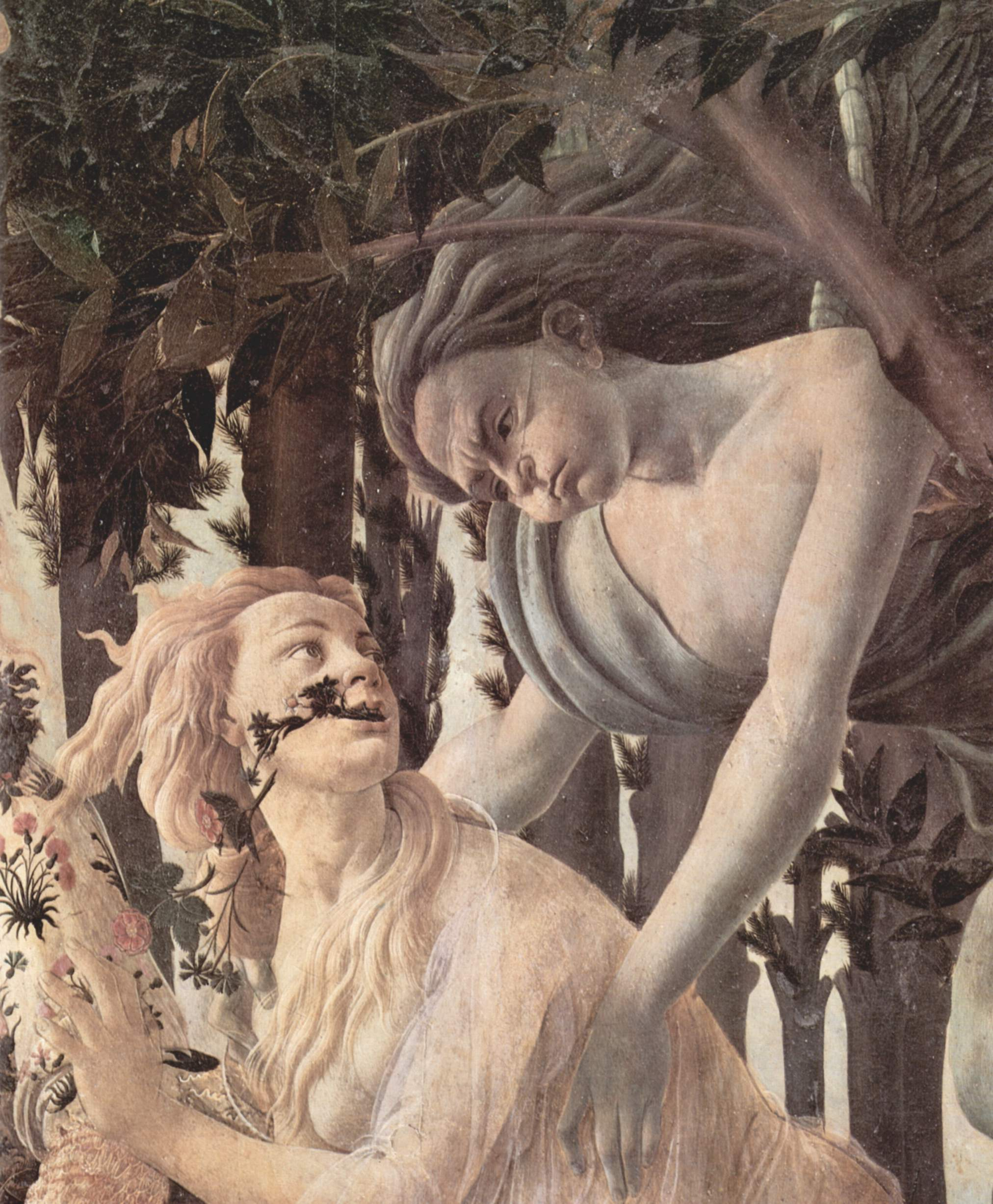
Zephyr en de nimf Chloris